# Mladinski opus Josipa Vandota
Redki slovenski pisatelji so večino svojih del posvetili mladini; med njimi ima pomembno mesto Josip Vandot. Gotovo so nam poznane njegove planinske pripovedke o pogumnem Kekcu in strahopetnem Rožletu, o Koclju, Bedancu in Kosobrinu, o Vitrancu, Pehti in Prisanku, ki spadajo med najprisrčnejše spise predvsem  za otroke.

## O pisatelju
O njegovem življenu preberite v njegovem življenjepisu.

## Pomen Vandotovih del za slovensko mladinsko književnost
Josip Vandot sodi med tiste pisatelje, ki so se razdajali izključno mladinskemu pisanju, torej otrokom. Vrednost njegovih ustvaritev je čas že potrdil, bralci nenehno posegajo po njem, pa tudi filmske upodobitve so prispevale svoje in mladi Kekec je postal pojem slovenskega junaka, pojem za priljubljenost.
V slovenski mladinski književnosti je Josip Vandot predvsem pisatelj planinskih pripovedk, zgodb o pogumnem, dobrosrčnem, nagajivem, iznajdljivem, zvitem in močnem pastirčku v svetu gorenjskih planin, v pravljičnem okolju skrivnostnih, navidez nevarnih pravljičnih bitij, s katerimi se mora v vseh zgodbah spopadati, jih prelisičiti in na koncu tudi z zvijačo premagati.
Pravljična bitja so blizu mitološkim bitjem gorskih ljudskih pripovedk, tako da Vandotov literarni svet izžareva pokrajinsko pravljično skrivnost, moč in izziv.
Za Vandotove mladinske pripovedke je značilen arhaiziran jezik in močna uporaba lokalizmov, kar pravljičnemu gorskemu svetu in  njegovim junakom v pripovedih daje čar davnega pravljičnega sveta iz babičine skrinje.

### Priljubljenost pri mladih bralcih
Verjetno nosi glavno krivdo za to glavna oseba povesti Kekec, s katero se 8-10 letni bralec lahko poistoveti.
V tem obdobju si otroci predstavljajo, da so v družini odveč; vendar Kekec kot zgleda vreden junak, pokaže kako se je treba obnašati, ko te straši zatajijo in pošljejo od doma služit.
Privlačnost se kaže tudi v tem, da  se  v Kekčevih dogodivščinah pojavi prva otroška simpatija. Junak je kot princ, ki rešuje kraljično iz rok hudobnih bitij. V prvi knjigi Kekec rešuje Tinko, v drugi slepo Mojco in v tretji siroto Meno.

## Dela

### Poezija
V začetku svojega ustvarjanja se Josip Vandot pod svoje pesmi podpisuje kot Cvetko Slavin ali Kranjskogorski. Od leta 1906 se ni več podpisoval s psevdonimom.
- 1901 objavi prvo pesem v Domu in svetu Ob zibeli
- 1902 objavi v Domu in svetu naslednje pesmi:
Ah, ne plakajte,
Ah, ta noč,
O, splavajte lahno,
Nemir me žene,
Nad grobovi,
Planinska romanca,
Ali v tistem hipu!,
Pesem za zapuščene,
Med travo,
Pastirček,
Hiteli sta v daljni kraj,
Ob tistem joku,
In danes je lep dan,
Ko te obite žalost,
Tiho, neopazno.
- 1903 objavi v Domu in svetu: 
Le zvon samo,
Skrivnost,
Na belem dvorcu,
Kje bi jaz našel?,
Nocojšnji mrak,
Moja zvezdica,
Vel list,
Na domačih tleh.
- 1904 v Domu in svetu objavi:
Zvezde so se križale,
Solnčni žar,
Zapojte mi!.
- 1906 kot Josip Vandot objavi v Zvončku:
Kralj Palček,
Pastirček Anžek,
Zakaj je gozd žalosten?,
V noči Vernih duš,
Božična noč.
- istega leta v Domu in svetu objavljeni:
Pesem in
Tam za morjem.
- 1907 v Domu in svetu objavil:
Na gospesvetskem polju,
Ti sinček moj,
Bila je pesmica tista
- istega leta v Angelčku:
Kukov mlin
Če se loči mamica
Naš god
- istega leta v Vrtcu:
Po pomlad!
Da sem jablan
- 1908 v Zvončku objavljene:
Planinska pesem
Ob golobčkovem grobu
Šli smo voščit
- 1909 v Zvončku objavi cikel pesmi Toni in pesmi
Tilka
Le vstani!
Jesensko jutro
Dragica v cerkvi
Vi pravite... in
Pripovedka
- 1910 v Zvončku objavi naslednje pesmi:
Zlati maj!
Sinčku
Za morjem
Na boj!
Škratova nezgoda
Janko pojde na božjo pot
Morska tišina
- 1911 v Zvončku še nekaj pesmi:
Pregnani kraljič
Metka je šla v Korotan
Medved Marko
Uspavanka
Lovec Joza
Sirota Ivanka
Morske deklice
- 1914 v Vrtcu objavi 
Solnčno zlato in
Kaj pomeni sen?
- 1915 v Zvončku objavi pesmi: 
Deveta kraljična
Zvezda
Metuljčka
Majca
Rožle
- istega leta v Edinosti objavil v pesem prijatelju Maksu Cotiču ob njegovem 25-letnem jubileju
- 1916 v Zvončku objavljene:
Naš ded
Sinica
Encijan
Muren
Jelka
- 1918 v Zvončku:
Škratec Klek
Lisička na dvoru je bila...
Bojanček in sreča
Veter - pastirček
Deček in oljka
Radost
Nov krilatec
Pehta
Planinke
Čmrlj in čebela
Peterček
Večerna molitev
- istega leta v Vrtcu: Vrtnarju v slovo
- 1920 v Zvončku:
Zibelka
Mrtvemu kanarčku
Gorjanci
Jutro
- 1921 prav tako v Zvončku:
Striček Radonja
Muca prede
Zvezda utrne se...
- 1923 v Zvončku:
Polž
Deca šeta...
V tihem logu
- 1925 v Angelčku izide pesem Sinek Martinek
- istega leta v Vrtcu pesem Sestrice
- 1927 v Zvončku izideta pesmi:
Prijateljčku in
Petelinček - zlatorinček

### Proza
- 1907 v Vrtcu ovjavi črtice Gradič na trati, Zajček Jožko in O jagnje, ti belo jagnje!
- 1908 v Vrtcu: Pastirček Anžek, Pomladna bajka, Med sosedi, Siromak Joza, Ob siničjem pogrebu, Sin povodnega moža
- 1909 v Vrtcu črtice: Zatiran, Iz temnih dni, Bisernica
- 1910 v Vrtcu objavi povest v več nadaljevanjih Iz knjige sirot, o usodi revne Nežice in Andrejčka
v Zvončku: Zakaj se mamica ni vrnila
- 1911 v Slovencu objavljen Vitranec
- 1912 v Zvončku objavi planinske pripovedke Desetnica, Zimska povestica, Večer prve pomladi, Pripovedka o zagorskih zvonovih
- 1913 v glasilu slovenskega političnega društva tržaške okolice Edinost objavi pripovedko v nadaljevanjih Metka in njen greh
v Angelčku izide pripovedka Gregec - Grbec'
- 1914 v Vrtcu izide povest v nadaljevanjih Mihec gre v Korotan in Pastirček Orenček
v Angelčku pripovedka Peterc in Veliki petek
v Slovencu v nadaljevanjih Razor; slika iz davnih dni
- 1915 v Vrtcu izide povest o divjih lovcih Nad brezdnom
- 1916 v rubriki Podlistek glasila Edinost izhaja pripoved Begunci
- 1917 v Vrtcu pripovedka Kapelica na Smeču
- 1918 v Zvončku izhaja prva od znamenitih Kekčevih zgodb Kekec na hudi poti
in v Vrtcu V zagorskem miru
- 1922  v Zvončku izhaja druga Kekčeva zgodba Kekec na volčji sledi
- 1923 V Zvončku izide Povest o Čavnu
- 1924 v Zvončku se zaključi triologija  Kekec nad samotnim brezdnom
v Vrtcu izide povest Petriha
prav tako v Vrtcu izide Martinek in jezičnice.
- 1925 v Zvončku izhaja Romanje naše Jelice
v Angelčku izide Zgodba o belem in črnem
- v letih 1925-26 v Vrtcu po delih izhaja Roža z Mucne gore
ter pripoved Leš v zameni
v Zvončku pa v več delih izhaja nadaljevanje Romanja naše Jelice z naslovom Kocljeva osveta
- 1927 v Vrtcu izide še nekaj delov Kocljeve osvete
- 1931 v listu Mlado jutro objavi kratki deli Zlatorogov brat in Legendica
- 1932 v listu Mlado jutro izide Modrijan z gore, Naša goska, Sonja in zmaji in Modrasji kralj
- 1933 v Zvončku v dveh delih izide delo Drejkine verne duše
istega leta v Mladem jutru Zgodba o zvezdnem cvetu, Zgodba o dečku in kavki, Vidin vodomec, Pastirček Janžek, Pastirček na skali in Grlica -črlica
- 1934 v Zvončku pripoved Anžek Frlanžek v šoli
istega leta v Mladem jutru objava kratkih zgodb Zgodba o kokoši s štirimi glavami, Vidina postrv, Kresnice svetega Janeza, Vidin škrat, Krojač Turenček
- 1935 v list Mlado jutro zgodbe: Golob z zlatim križem, Vidina dva kralja, Ciganček Jurek, Bredelj in črni maček, Nušine bele skrivnosti,Kresna bajka, Začetek na pravem koncu, Siromakov smeh, Sreča čevljarja Frtavčka, Jaža in Maža, Anzelja Kapelica svetega
- 1936 v Zvončku izide zgodba Pri Torklji Triborklji
istega leta v Mladem jutru: Pastirica s solnčnikom, Povest o treh borovcih, Breda v zibeli, Kameniti
- 1937 v Mladem jutru: Sekira svetega Jožefa in Tjada
- 1938 v Mladem jutru: Kraljičkova ženitev, Ptič krivorepec,  Kos, ki poje po zimi

### Slikanice
- 1970: Kekec gre na pot
- 1970: Kekec se vrne
- 1970: Kekec in botra Pehta
- 1970: Kekec ozdravi Mojco
- 1973: Kekčeve zgodbe; priredil France Bevk
- 1989: Kekec in Bedanec; priredil Ivo Zorman
- 1988: Kekec na hudi poti; leporello
- 2000: Kekec in Pehta; priredil Andrej Rozman Roza, ilustriral Zvonko Čoh
- 2001: Kekec in Bedanec; priredil Andrej Rozman Roza, ilustriral Zvonko Čoh
- 2002: Kekec in Prisank; priredil Andrej Rozman Roza, ilustriral Zvonko Čoh

### Drame
- Kekec in Mojca, po pripovedi Josipa Vandota priredil Milan Stante (1978)

### Pesniška zbirka
- 1991: Bele noči, gorska romanca

## Kekec živi
V petdesetih in šestdesetih je režiser Jože Gale posnel filme Kekec, 1951, Srečno Kekec, 1963, in Kekčeve ukane, 1968. Niso navdušili samo slovenskih otrok, ampak tudi gledalce po širnem svetu. Prvi Kekec je 1952 prejel celo najvišje mednarodno priznanje na beneškem festivalu. Odslej so se kar vrstile knjižne izdaje in sledili so prevodi v tuje jezike. Tiskajo ga tudi v obliki slikanic s priredbami za najmlajše. Kekec je prisoten v lutkovnih in gledaliških uprizoritvah, na radijskih igrah ter v pesmih iz filmov.